# 艾伦·威利斯

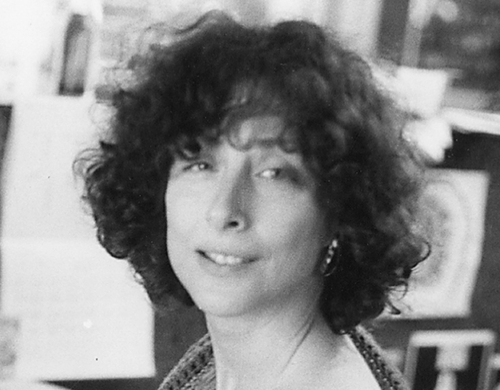
艾伦·威利斯

艾伦·威利斯（Ellen Jane Willis，1941年12月14日 - 2006年11月9日）是美国左翼散文家、新聞工作者、活动家、女性主義者和流行音乐评论家。2006年11月9日，艾伦·威利斯因肺癌去世。  2014年，艾伦·威利斯憑藉自己的散文集獲頒美国国家书评人协会奖。